# Pregabalina
La pregabalina és un medicament antiepilèptic, analgèsic i ansiolític utilitzat per tractar l'epilèpsia, dolor neuropàtic, fibromiàlgia, síndrome de cames inquietes, abstinència a opioide i trastorn d'ansietat generalitzada (TAG). La pregabalina també té propietats antial·lodínica. El seu ús en epilèpsia és com a teràpia complementària per a l'epilèpsia focal. És un medicament gabapentinoide i actua disminuint l'activitat d'un subconjunt de canals de calci. Quan s'utilitza abans de la cirurgia, redueix el dolor, però provoca una major sedació i alteracions visuals. Es pren per via oral.
Els efectes secundaris comuns inclouen mal de cap, mareig, somnolència, confusió, problemes de memòria, mala coordinació, boca seca, problemes de visió i augment de pes. Els efectes secundaris greus poden incloure angioedema, ús indegut i un augment del risc de suïcidi. Quan la pregabalina es pren a dosis altes durant un llarg període, es pot produir addicció, però si es pren a dosis habituals el risc és baix. L'ús durant l'embaràs o la lactància materna és de seguretat poc clara.
La pregabalina va ser aprovada per a ús mèdic als Estats Units el 2004. Va ser desenvolupada com a successor de la gabapentina, que és similar. El 2020, va ser el 78è medicament més prescrit als Estats Units, amb més de 9 milions de receptes.
A Espanya està comercialitzat com a EFG, Lyrica i, menys emprats, Aciryl, Apregia, Gatica, Pramed i Premax.